# Centre Céramique (Maastricht)
 (janvier 2023).
Le Centre Céramique est un bâtiment culturel du quartier Céramique de Maastricht, situé à l'angle de la place 1992 et de l'avenue Céramique. Conçu par Jo Coenen, il comprend la bibliothèque de la ville de Maastricht et divers espaces d'exposition. Il offre, en outre, un podium pour des concerts, des espaces de lecture, des ateliers et un café.

## Musée
Le Centre Céramique expose une partie de la collection archéologique de la commune de Maastricht. Les œuvres visibles sont, entre autres, une pièce de monnaie celte de Amby, des sculptures romaines provenant des abords de la Meuse et plusieurs tombes mérovingiennes. Le musée comprend également une partie dédié aux collections de terres cuites et de verres de la ville, ainsi qu'à la maquette de Maastricht datant de 1752.
Une partie de l'espace d'exposition est réservé aux expositions temporaires sur l'histoire de Maastricht et d'autres thématiques comme l'exposition World Press Photo.

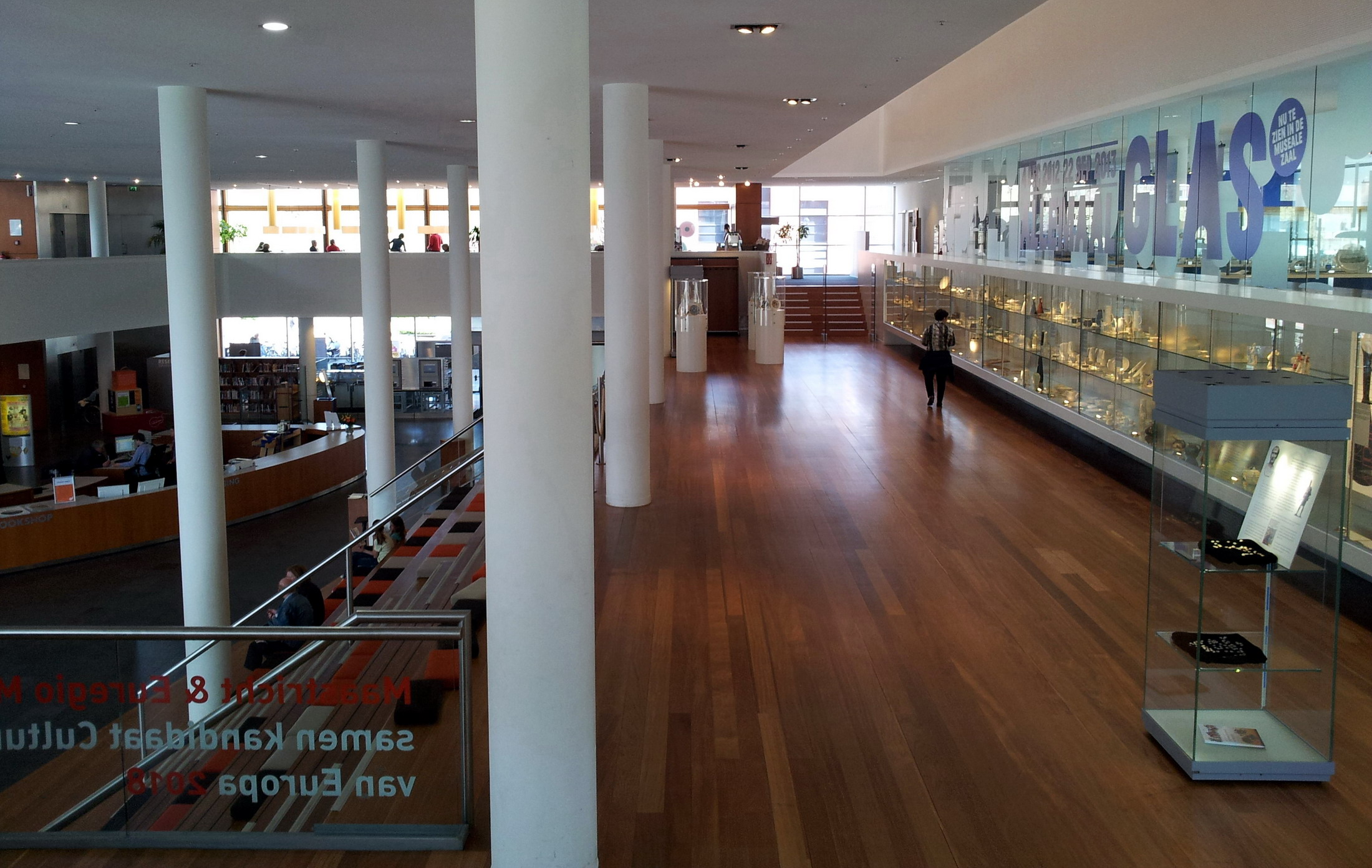
Intérieur et espace d'exposition.
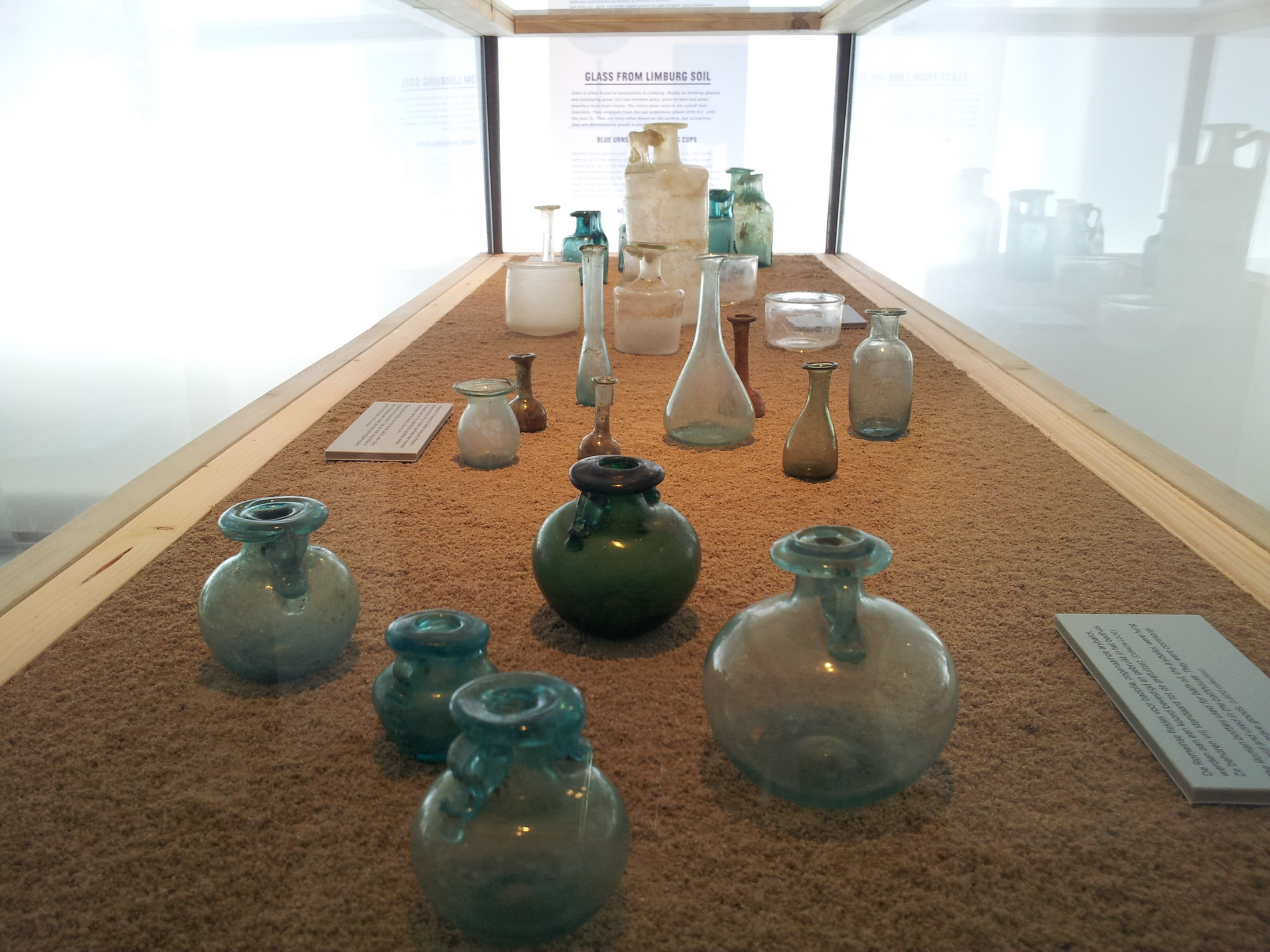
Verrerie de l'époque romaine.
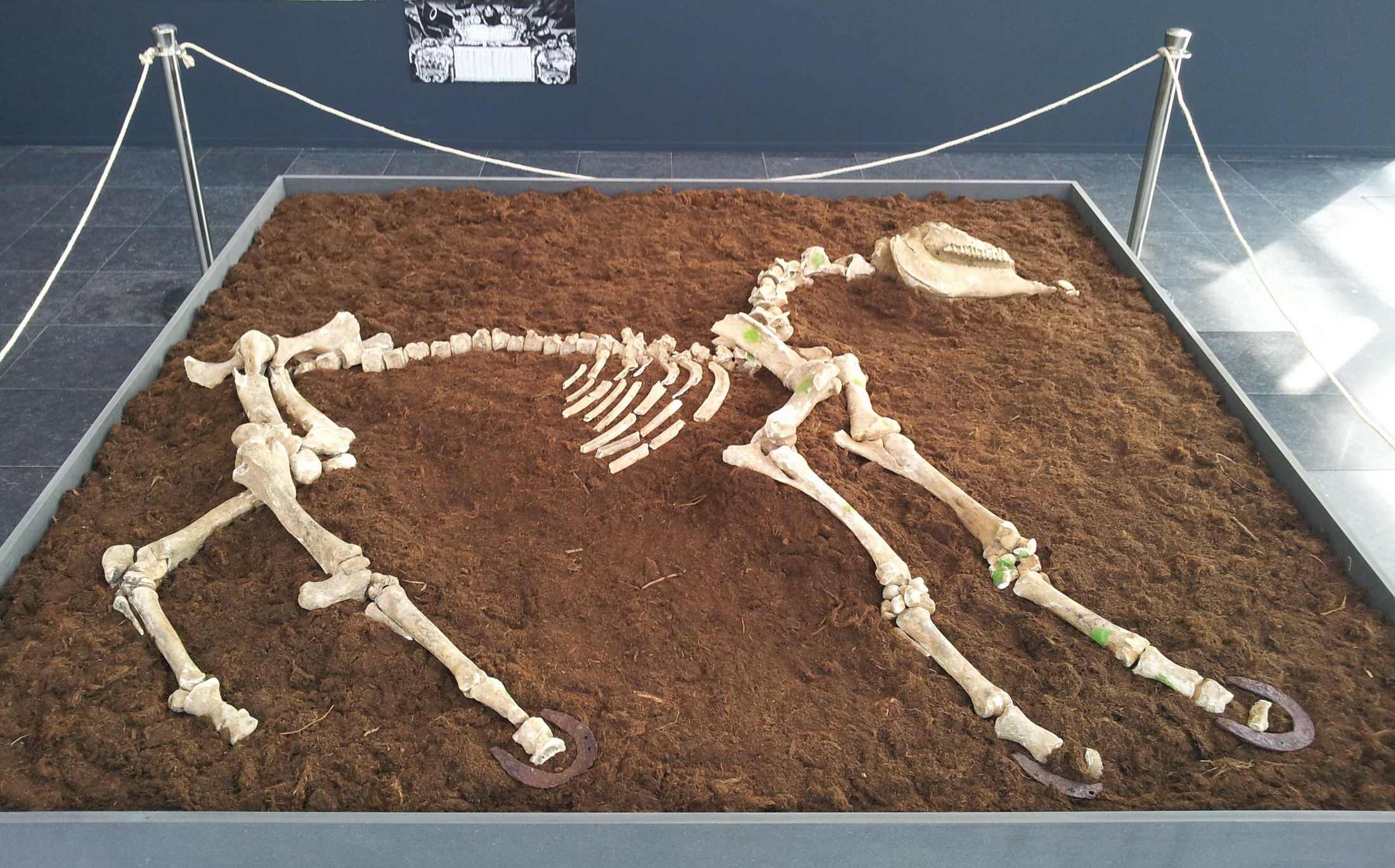
Squelette de cheval datant du siège de Maastricht (1632).
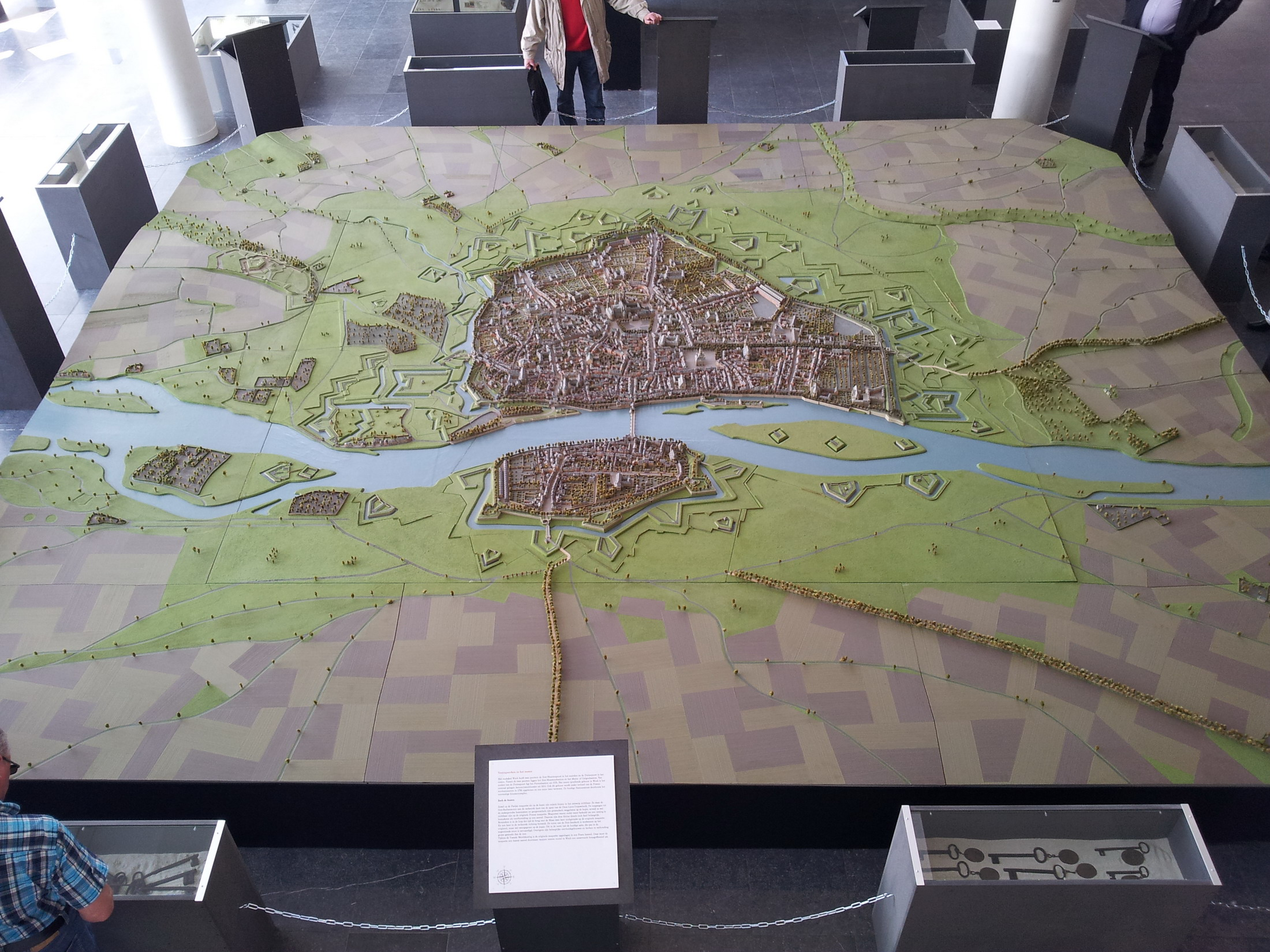
Maquette de Maastricht (1752).
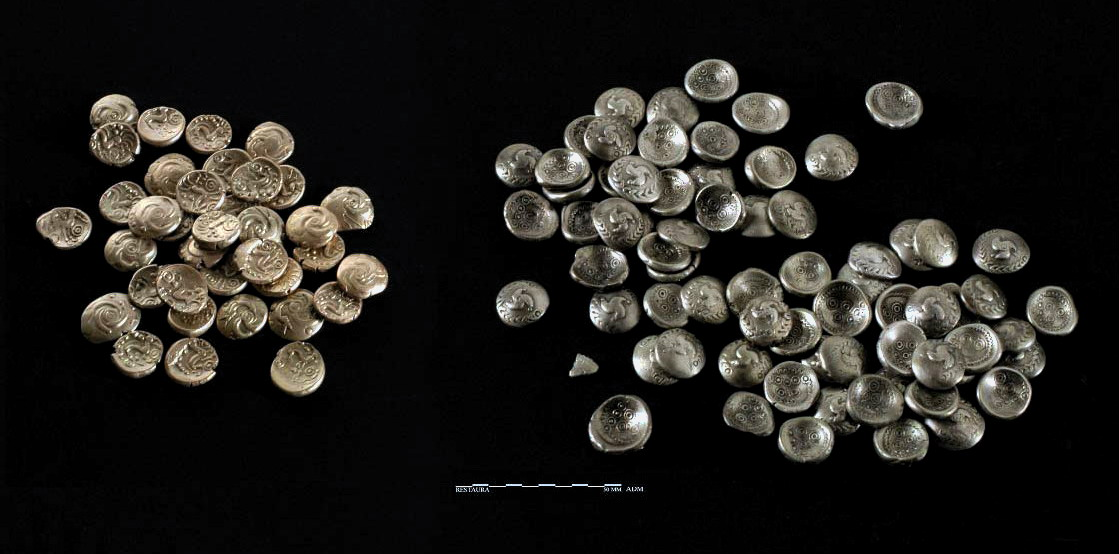
Trésor celte composé de bols d'arc-en-ciel.

## Sources
- (nl) Cet article est partiellement ou en totalité issu de l’article de Wikipédia en néerlandais intitulé « Centre Céramique » (voir la liste des auteurs).

## Compléments